# Love Under The Lily Pad
『Love Under The Lily Pad（ラヴ・アンダー・ザ・リリー・パッド）』は、日本のバンド b-flower のメンバーである岡部亘（岡部わたる）のソロユニット Humming Toad のアルバム。2000年に自主レーベル Seeds Records より発売された（SEEDS 006）。
全作曲、ヴォーカルおよびすべての楽器演奏を岡部が行った。ミックスは b-flower の宮大。
全曲とも英語詞である。b-flower の八野英史による日本語の原詞を英訳したもの（訳：八野由起子）。

## 収録曲
1. Angel Baby
2. My Lady Panelope
3. Ohio Super Express 　
  - 日本語版『オハイオ超特急』はEP『Love Wonderland』に収録。
4. Happy Time
5. Mirror
6. Brand New Love
7. Love Wonderland 　
  - 日本語版はEP『Love Wonderland』に収録。
8. My Harmonica's Dead
9. Love Under The Lily Pad
10. Full Moon
11. The Theme of Humming Toad 　
  - 日本語版『ハミング・トードのテーマ』はEP『Love Wonderland』に収録。